# Santa Marta (Colombia)
Santa Marta è un comune nel nord della Colombia, si affaccia sul Mar dei Caraibi e alle spalle è circondata dalla Sierra Nevada de Santa Marta; è capoluogo del dipartimento di Magdalena. La città è un centro portuale e turistico di primaria importanza.
Il centro abitato venne fondato da Rodrigo de Bastidas nel 1525, ed è la più antica città ancora esistente in Colombia.
El Libertador Simón Bolívar morì in una tenuta chiamata Quinta de San Pedro Alejandrino nelle vicinanze di Santa Marta il 17 dicembre 1830.

## Storia
Santa Marta venne fondata il 29 luglio 1525 dall'esploratore spagnolo Rodrigo de Bastidas che vi fece trasferire un centinaio di soldati e alcuni indigeni. Prese questo nome poiché la sua fondazione avvenne il giorno dopo quello intitolato a Santa Marta, molto venerata dal popolo spagnolo. La sua importanza crebbe rapidamente poiché divenne sia un'importante base per le spedizioni verso l'interno della regione, sia un'importante piazzaforte contro i pirati che infestavano il mar dei Caraibi, sia un fondamentale centro amministrativo. Tuttavia la vicinanza con Cartagena le fece perdere il primato di principale porto della Colombia. Verso la metà del XIX secolo arrivarono a Santa Marta immigrati da tutta l'Europa, che impiantarono industrie e coltivazioni intensive e collegarono la città con le piantagioni mediante una rete ferroviaria. Nel 1871 venne fondata l'Universidad del Magdalena. Nel XX secolo quello di Santa Marta divenne il principale porto del paese per l'esportazione delle banane e del carbone. Negli ultimi anni la popolazione è cresciuta notevolmente a causa dell'economia turistica, che ogni anno richiama migliaia di lavoratori stagionali.

## Monumenti
La città è una delle mete turistiche più gettonate della Colombia, ospita un grande flusso di turisti da tutto il mondo. Per le sue spiagge, i suoi monumenti e i suoi paesaggi è chiamata la Perla delle Americhe. È stato inoltre completato il restauro degli edifici del centro storico e inaugurato il nuovo centro cittadino, ed entro il 2011 dovrebbe essere stato completato il nuovo porto turistico. I principali monumenti sono la Quinta de San Pedro Alejandrino, l'hacienda costruita nel '700 dove si spense Simón Bolívar, la Cattedrale, costruita nel 1766, che ospitò i resti di Bolívar fino al 1842, e la Casa de la Aduana, il più antico edificio d'America (1530). Altri monumenti o attrattive sono: il Forte San Fernando, il parco Tayrona e l'acquario del Rodadero.

## Sport
La squadra di calcio locale è l'Asociación Deportiva Unión Magdalena, fondata nel 1953, fu la prima squadra della costa caraibica colombiana a vincere lo scudetto. Alcuni sportivi nativi di Santa Marta sono Carlos Valderrama, Johan Vonlanthen (che possiede comunque la cittadinanza svizzera) e Radamel Falcao García.

## Galleria d'immagini

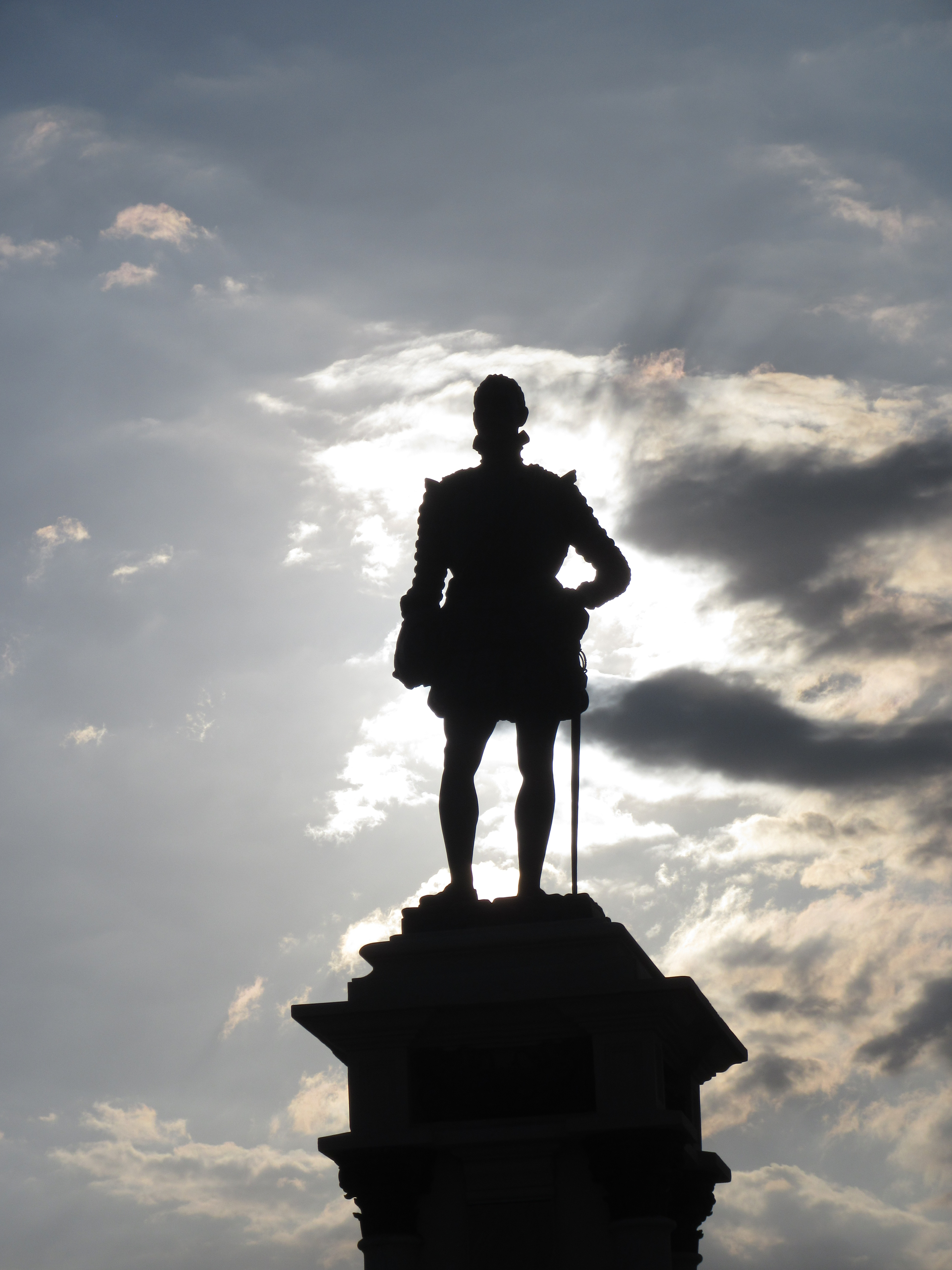
Monumento al fondatore della città Rodrigo de Bastidas
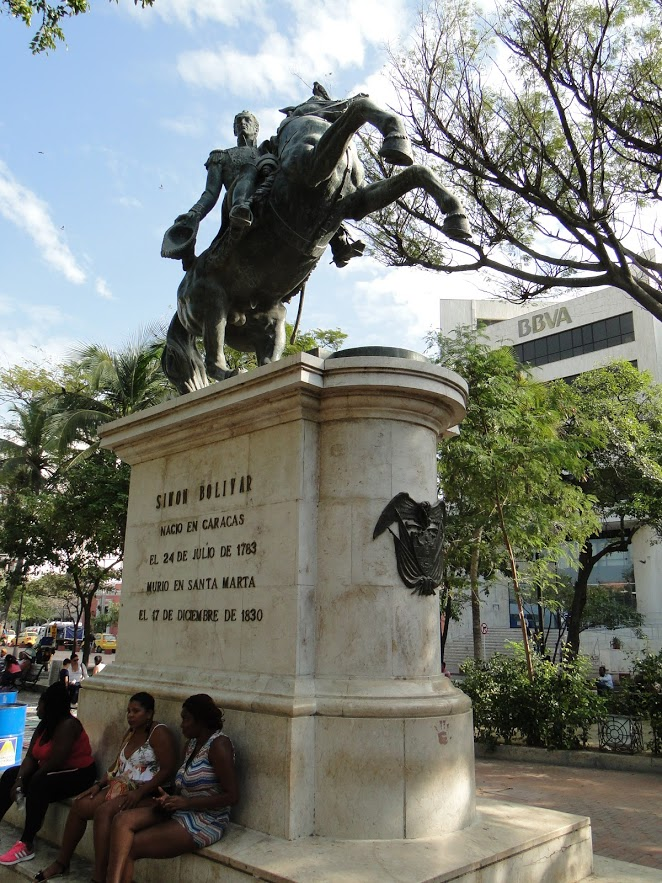
Monumento a Simón Bolívar
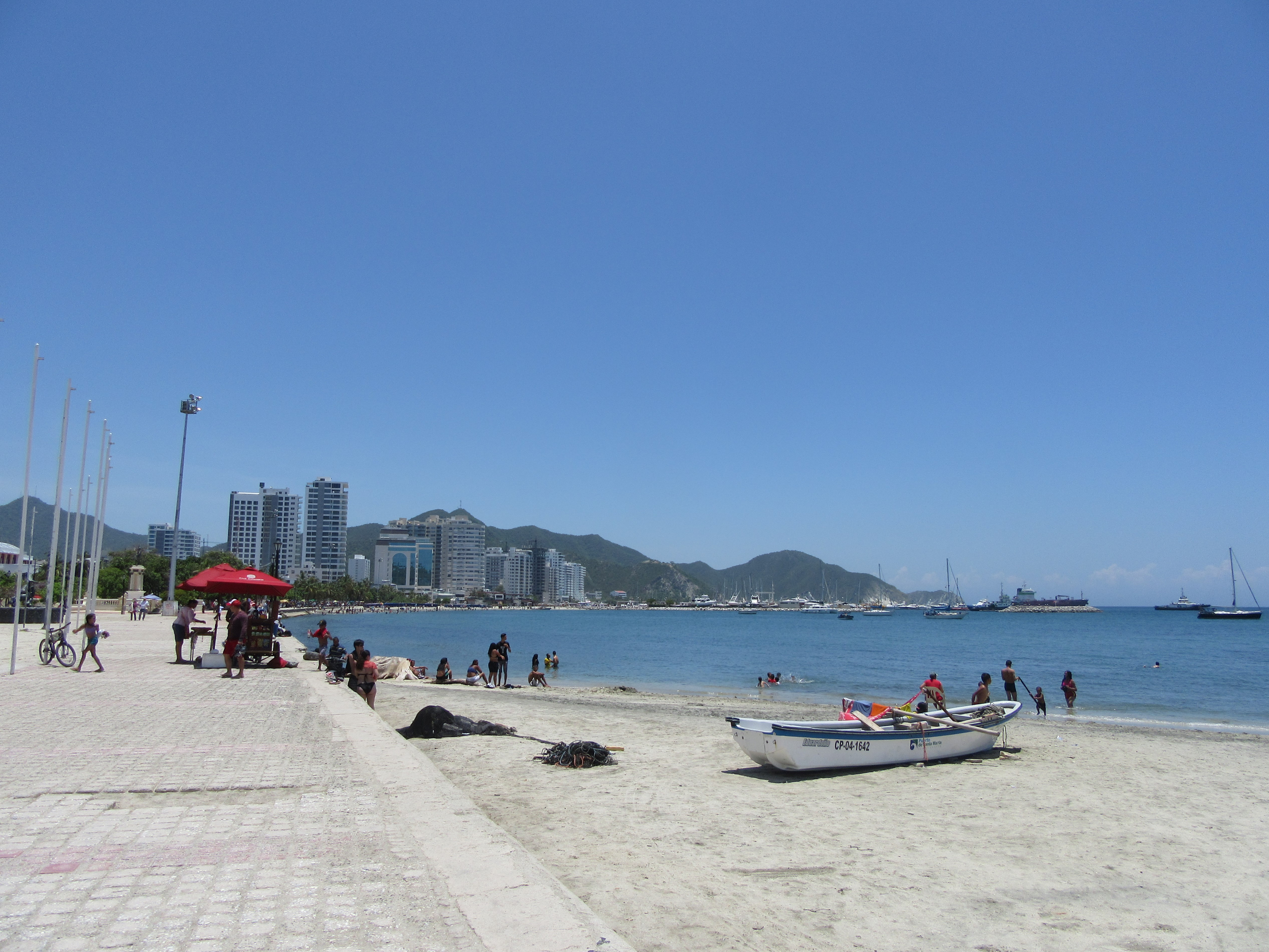
La spiaggia
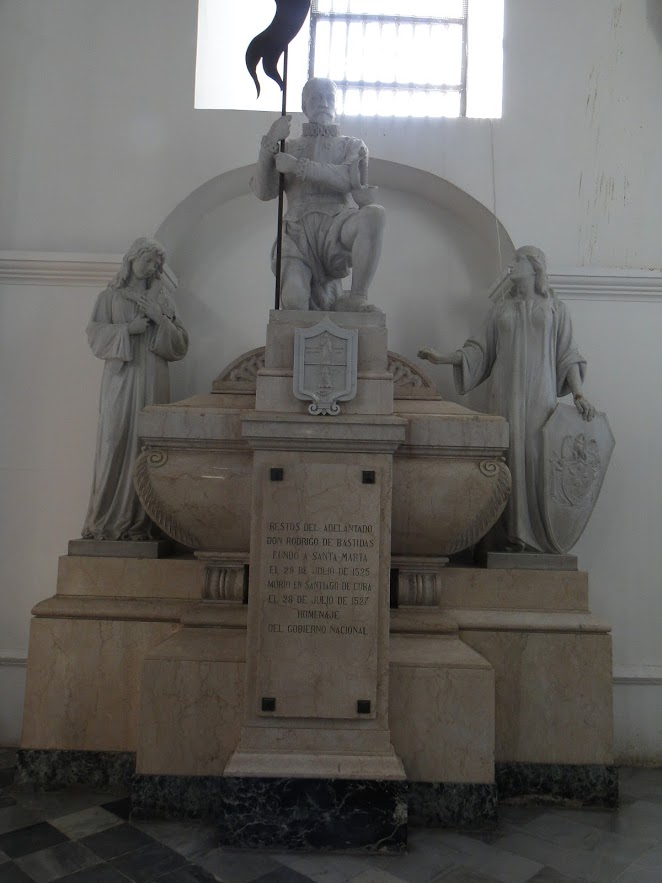
La tomba di Rodrigo de Bastidas nella cattedrale
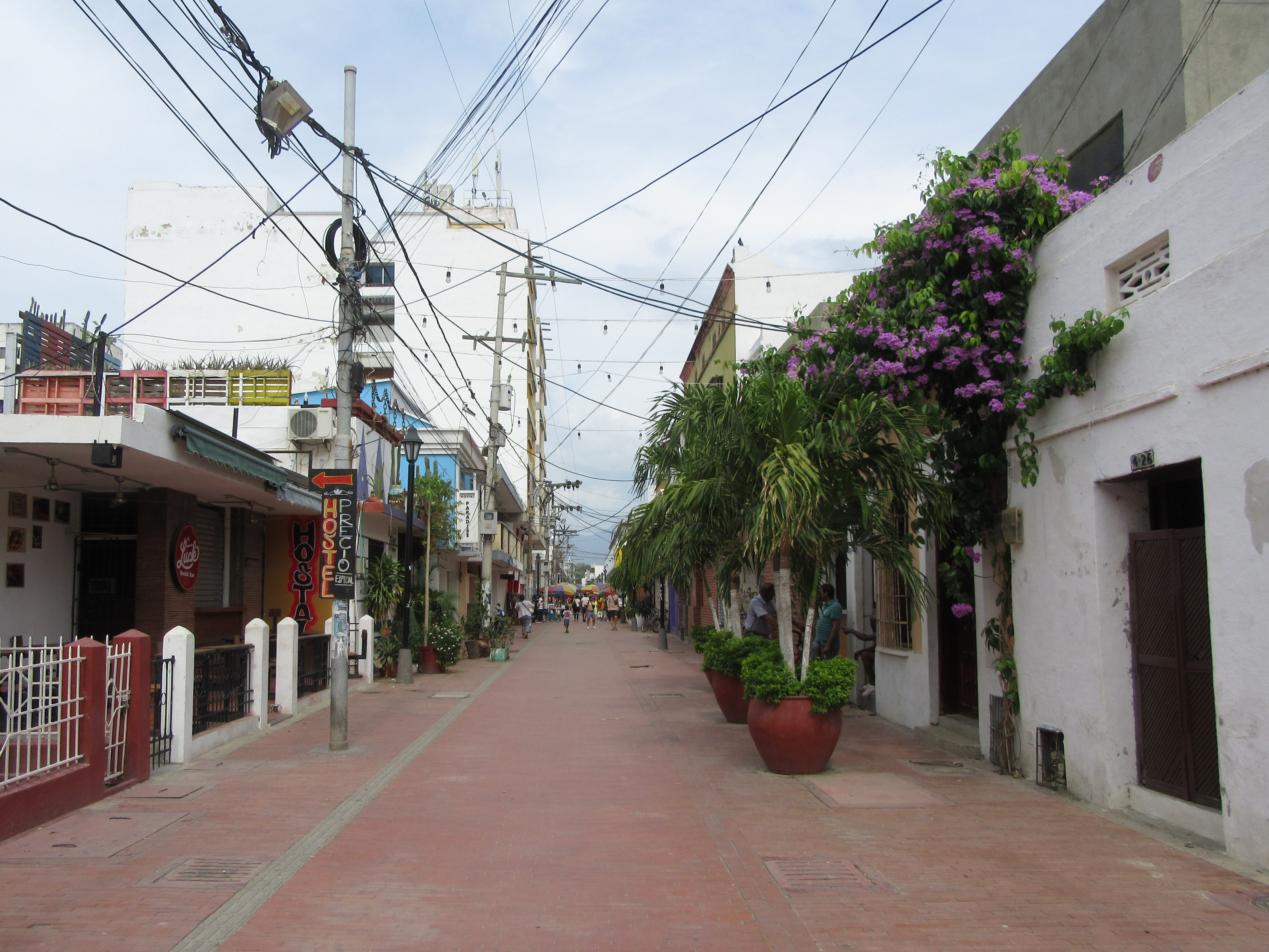
Sulla strada pedonale
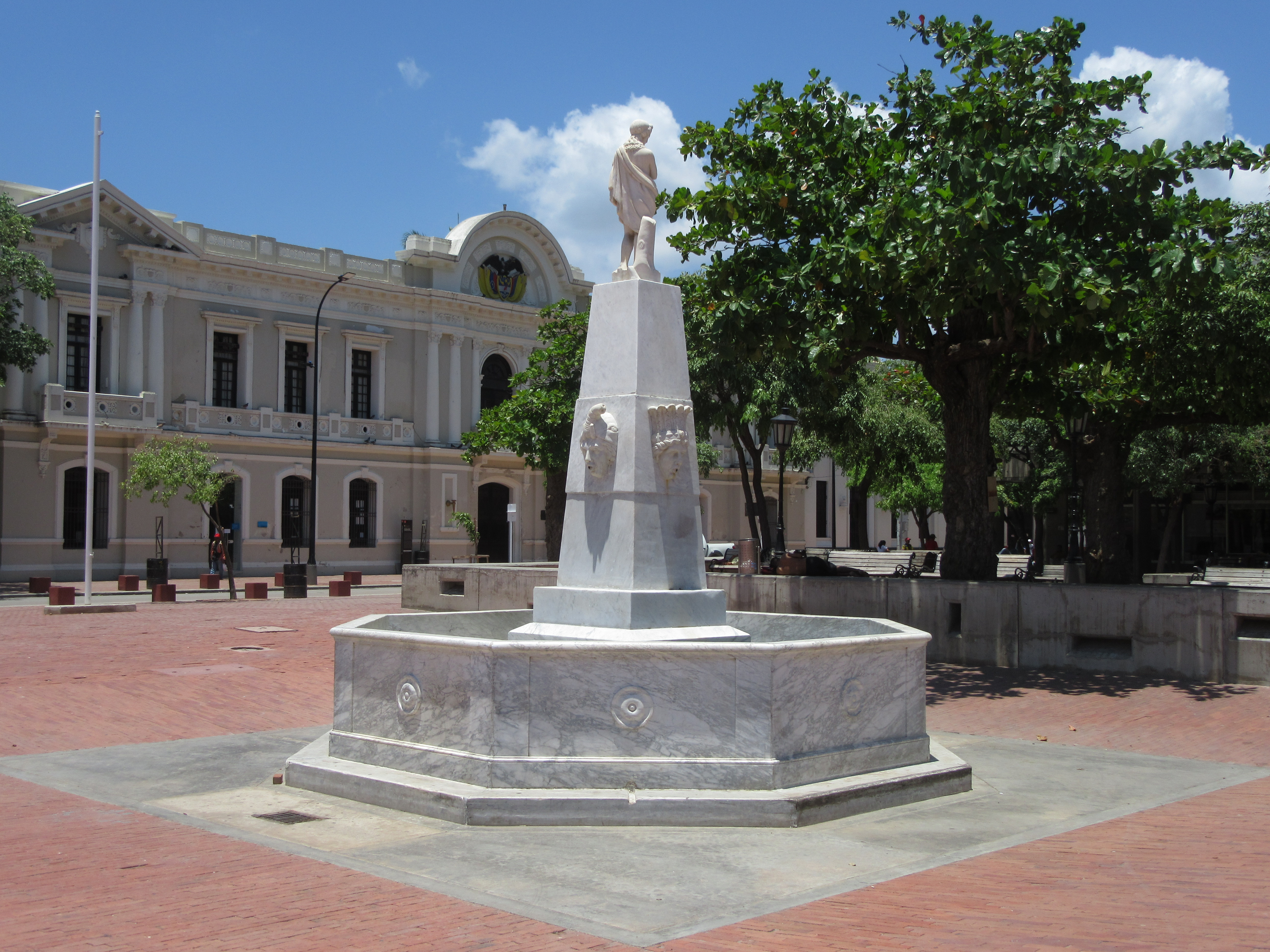
Fontana dei quattro visi nel Parco di Bolívar
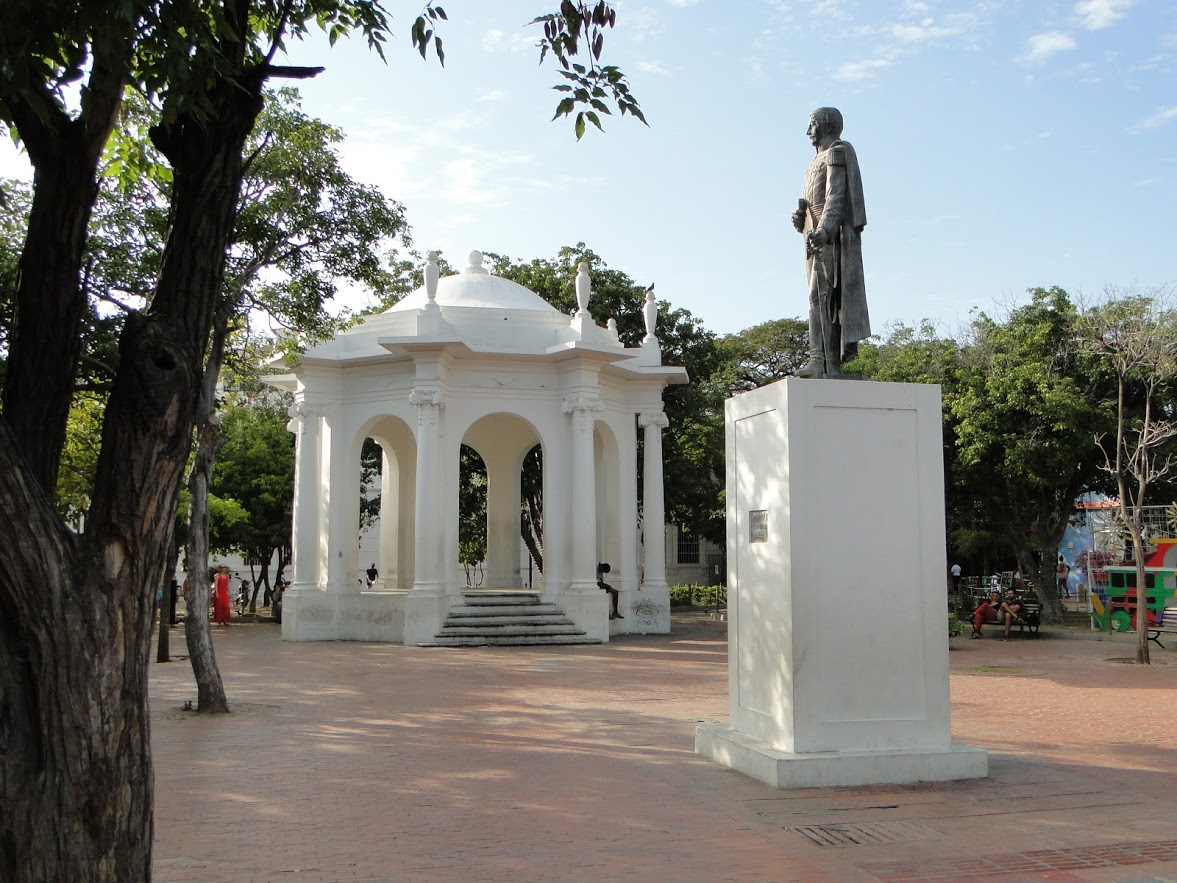
Sulla piazza centrale
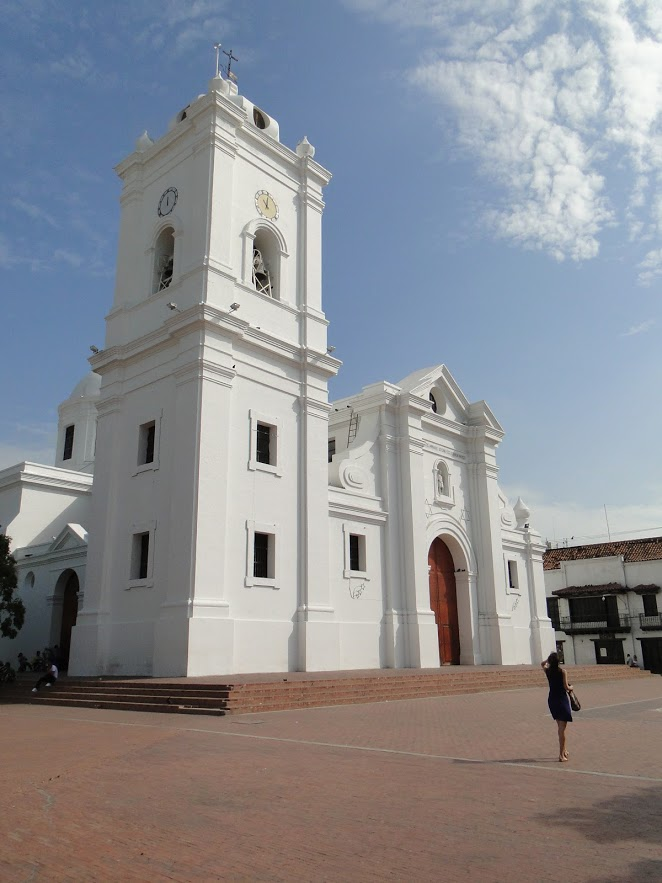
Cattedrale
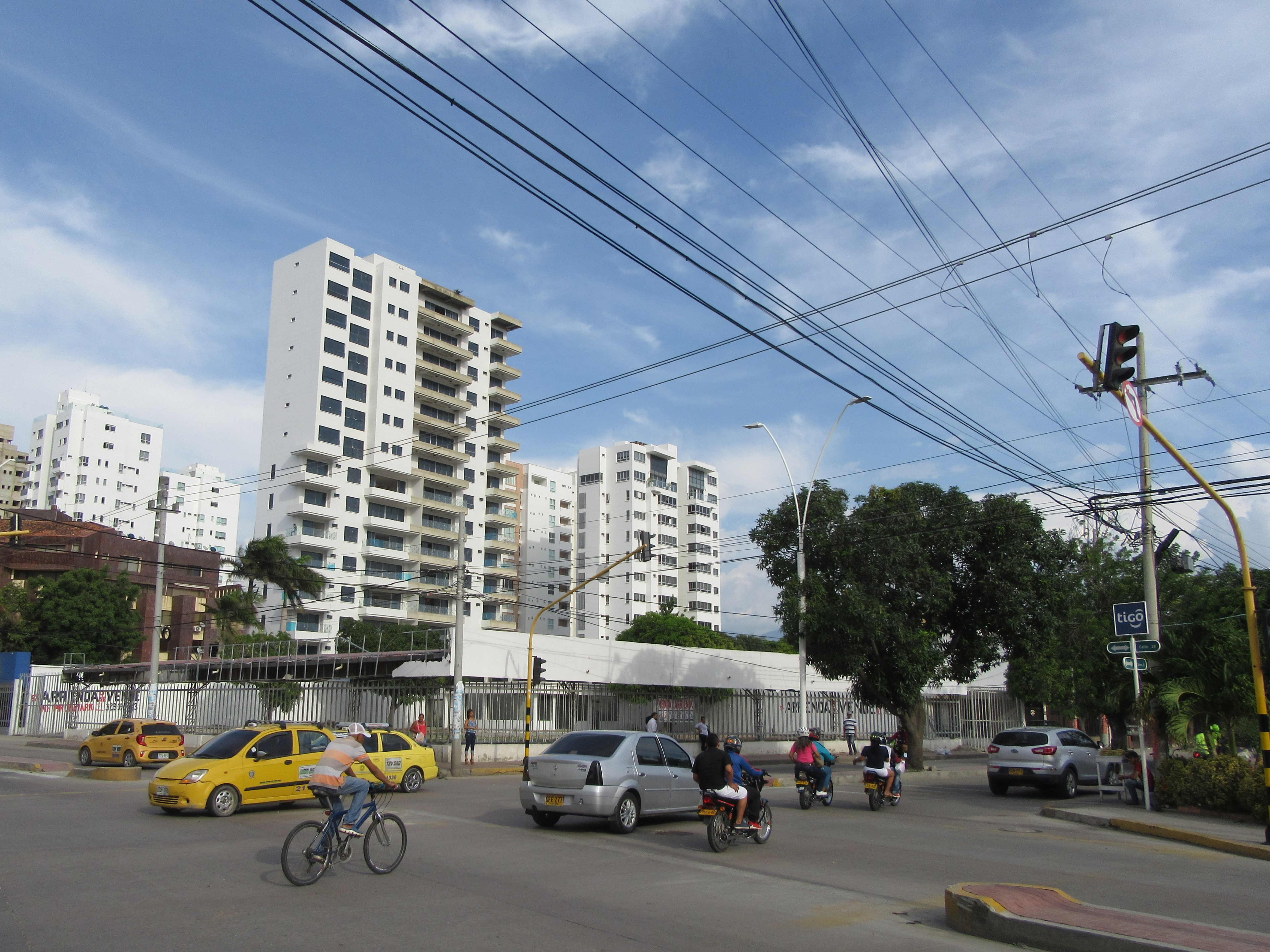
Su una delle strade della città